# I Am Not a Serial Killer
I Am Not a Serial Killer è un film horror del 2016 diretto da Billy O' Brien e tratto dall'omonimo romanzo di Dan Weels.

## Trama
John è un ragazzo affetto da una sociopatia e che, complice l'assidua frequentazione dell'obitorio gestito da sua madre e sua zia, ha sviluppato una profonda ossessione per i serial killer. Il ragazzo si è dato delle regole per evitare di diventare lui stesso un serial killer e segue una terapia con uno psicologo; tenta inoltre di avere con sé affetti stabili: la sua famiglia (madre, zia, sorella) e almeno un amico, Max. Quando però alcune persone iniziano a morire di morte violenta nella sua cittadina (Clayton), il ragazzo inizia a sviluppare alcune idee circa la possibilità che si tratti di un serial killer: le sue teorie spaventano sua madre, che decide di vietargli l'accesso in obitorio per evitare che la sua patologia peggiori. Il ragazzo fatica tuttavia a controllarsi, arriva anche a usare la sua patologia per minacciare un bullo che lo tormenta a scuola, e continua a indagare sugli omicidi tenendo d'occhio un vagabondo apparso da poco in città.
John segue il vagabondo mentre si reca insieme al signor Bill Crowley, vicino di casa di John, presso il lago ghiacciato della cittadina per pescare. John pensa che il vagabondo abbia circuito il suo vicino ma in realtà è il contrario: Bill si rivela essere non solo il serial killer di Clayton, ma anche un essere dotato di poteri sovrannaturali e che per qualche motivo scambia alcuni organi propri con quelli delle sue vittime. John aveva infatti ipotizzato che il serial killer di Clayton prelevasse ogni volta un organo diverso alle sue vittime, tuttavia era convinto lo facesse semplicemente per tenerli come trofeo. Il ragazzo inizia dunque a pedinare il vicino ed a frequentarne il più possibile la casa per evitare che uccisa altre persone e scoprire qual è il suo punto debole. Nel frattempo, un giornalista trova delle prove che collegano i recenti crimini a un omicidio di alcuni decenni prima.
John continua a seguire il vicino di casa ed a raccogliere informazioni sui serial killer, arrivando a cancellare completamente ogni altro aspetto della sua vita. Man mano che frequenta il vicino ne scopre le debolezze e capisce che il suo scopo è sostituire i pezzi del proprio corpo man mano che i suoi organi smettono di funzionare. Un giorno, il vicino declama le poesie The Lamb e The Tyger di William Blake, sottolineando come per lui il bene e il male possano coesistere. Seguendolo, John lo scopre mentre uccide un barbiere: il ragazzo attira dei poliziotti sul posto, ma l'uomo uccide anche loro e fa sparire il corpo del barbiere, facendo quindi ricadere la colpa su di lui. John inizia allora a lasciare dei biglietti al vicino, affinché sappia che qualcuno sa la verità. Nel frattempo, grazie al suo psicologo, John capisce che il motivo per cui Crowley non ruba un corpo intero e inizia una vita vera altrove è l'amore che prova per sua moglie: il ragazzo capisce di poter usare questo sentimento a suo vantaggio.
Nel giorno di Natale la famiglia di John si riunisce; lui e sua sorella ricevono perfino dei regali dal loro padre, che tuttavia ha una dimenticanza: dopo aver promesso un lettore mp3 contenente le canzoni che lui e John ascoltavano insieme da bambino, l'uomo regala invece un lettore ancora nuovo. Fuori di sé dalla rabbia, John fa un gesto avventato: telefona il suo vicino, che inizia quindi a cercare presso i telefoni pubblici. Il ragazzo si ritrova ad essere inseguito dal mostro, ma riesce tuttavia a rifugiarsi a casa dell'amico Max: ciò attira comunque Bill Crowley in zona, spingendolo a uccidere proprio il padre di Max. John ha una forte crisi di rabbia proprio dopo la veglia funebre, ma ciò gli dà un'idea: scambiare il proprio lettore mp3 con un segnalatore GPS e impiegarlo per pedinare i movimenti della macchina di Crowley. Quando questi esce di notte per mietere una vittima, John lo spinge a ritornare a casa aggredendo la sua stessa moglie e inviandogli delle foto col cellulare di quest'ultima. Il piano tuttavia funziona solo in parte: dal momento che John aveva allertato il suo psicologo di stare per rompere le sue regole, questi era uscito di casa per raggiungerlo e si era quindi imbattuto in Crowley.
Quando il mostro arriva a casa, John scopre il cadavere dello psicologo: il ragazzo non può fare altro che toglierlo dalla portata del mostro, che tuttavia lo vede e capisce cos'è accaduto. Durante il funerale del padre di Max, Crowley si presenta e minaccia apertamente John, senza poterlo tuttavia attaccare direttamente a causa dei testimoni presenti. Quando il ragazzo torna a casa, tuttavia, scopre che Crowley ha disteso sua madre sul lettino dell'obitorio e lo sta aspettando per ricattarlo: se John gli consegnerà il cadavere dello psicologo, lui risparmierà sua madre. John riesce tuttavia a tramortirlo; ha poi un'idea: trattando il suo corpo come un cadavere, aspirandone quindi gli organi e iniettandoli formaldeide, John riesce a separare il demone dal corpo che aveva occupato. Spacciato e non più in grado di rigenerarsi, il demone finisce per uccidersi. Nei giorni successivi, la polizia ritrova il cadavere dello psicologo e raccoglie la denuncia della scomparsa di Crowley: nessuno è sospettato degli omicidi, ma presto è chiaro a tutti che il serial killer non sta più agendo. John finisce per imbalsamare il corpo del suo psicologo.

## Produzione
In seguito alla pubblicazione del romanzo, avvenuta nel 2009, il regista irlandese Billy O'Brien ha deciso di riadattare l'opera in un film, optando per un'opera fedele all'originale ma che presentasse alcune differenze che rendessero la storia più adatta al grande schermo. Per l'opera è stato investito un budget di 1,45 milioni di dollari. Le riprese si sono svolte negli Stati Uniti a partire dal febbraio 2015.

## Distribuzione
Il film è stato pubblicato nell'agosto 2016, in contemporanea per le sale cinematografiche e il mercato on demand. Nei cinema ha avuto una distribuzione limitata.

## Accoglienza

### Critica
Sull'aggregatore Rotten Tomatoes il film riceve il 93% delle recensioni professionali positive con un voto medio di 6,85 su 10 basato su 57 critiche, mentre su Metacritic ottiene un punteggio di 54 su 100 basato su 11 critiche.

### Pubblico
Il film ha incassato 26.403 dollari al botteghino e 57.002 dollari nel mercato home video.